# Derek Sanderson
Derek Michael Sanderson, född 16 juni 1946 i Niagara Falls, Ontario, är en kanadensisk före detta professionell ishockeyspelare.

## Karriär
Derek Sanderson spelade juniorhockey med Niagara Falls Flyers i OHA-Jr. och vann Memorial Cup med laget 1965. Säsongen 1965–66 debuterade han i NHL då han spelade två matcher för Boston Bruins. Säsongen 1967–68 spelade Sanderson sin första hela säsong i NHL för Boston Bruins och gjorde 24 mål och 25 assists för totalt 49 poäng på 71 matcher vilket ledde till att han tilldelades Calder Trophy som ligans bäste nykomling. Sanderson etablerade sig de följande säsongerna som en nyttig tvåvägsspelare för "Stora Stygga Bruins" och anförda av lagets storstjärnor Bobby Orr och Phil Esposito vann Bruins två Stanley Cup-titlar säsongerna 1969–70 och 1971–72.
Säsongen efter den andra Stanley Cup-titeln med Boston Bruins började dock problemen hopa sig för Sanderson. Philadelphia Blazers i den nybildade ligan 
WHA erbjöd honom ett lukrativt kontrakt som Bruins inte kunde matcha, ett kontrakt som gjorde honom till en av världens bäst betalda idrottsmän. Sejouren i Philadelphia Blazers och WHA blev dock ett stort misslyckande för Sanderson som endast spelade åtta matcher för klubben innan han köptes ut från sitt kontrakt på grund av problem både på och utanför isen. Sanderson var tillbaka med Boston Bruins redan samma säsong men hittade aldrig riktigt tillbaka till gammal god form och degraderades redan säsongen därefter, 1973–74, till Boston Braves i AHL innan han byttes bort till New York Rangers säsongen 1974–75.
Säsongen 1975–76 bytte New York Rangers bort Sanderson till St. Louis Blues efter åtta spelade matcher och noll poäng från Sandersons klubba. I St. Louis Blues gjorde Sanderson 67 poäng på 65 matcher vilket var första och sista gången han snittade över en poäng per match med ett lag i NHL. Detta till trots bytte St. Louis Blues bort Sanderson till Vancouver Canucks säsongen 1976–77 för vilka han gjorde 16 poäng på 16 matcher. Säsongen 1977–78 skrev Sanderson på för Pittsburgh Penguins men spelade endast 13 matcher för klubben under sin sista säsong som aktiv spelare.

## Statistik
| 1962–63    | Niagara Falls Flyers  | OHA-Jr.      | 2   | 0   | 0   | 0   | 10  | 1  | 0  | 0  | 0  | 0   |
| 1962–63    | Niagara Falls Flyers  | Memorial Cup | —   | —   | —   | —   | —   | 1  | 0  | 0  | 0  | 0   |
| 1963–64    | Niagara Falls Flyers  | OHA-Jr.      | 42  | 12  | 15  | 27  | 42  | 4  | 0  | 1  | 1  | 0   |
| 1964–65    | Niagara Falls Flyers  | OHA-Jr.      | 55  | 19  | 46  | 65  | 128 | 11 | 9  | 8  | 17 | 26  |
| 1965–66    | Niagara Falls Flyers  | OHA-Jr.      | 48  | 33  | 43  | 76  | 238 | 6  | 6  | 0  | 6  | 72  |
|            |                       | Memorial Cup | —   | —   | —   | —   | —   | 11 | 7  | 6  | 13 | 78  |
| 1965–66    | Boston Bruins         | NHL          | 2   | 0   | 0   | 0   | 0   | —  | —  | —  | —  | —   |
| 1965–66    | Oklahoma City Blazers | CPHL         | 2   | 1   | 0   | 1   | 0   | 4  | 0  | 4  | 4  | 5   |
| 1966–67    | Niagara Falls Flyers  | OHA-Jr.      | 47  | 41  | 60  | 101 | 193 | 13 | 8  | 17 | 25 | 70  |
| 1966–67    | Oklahoma City Blazers | CPHL         | —   | —   | —   | —   | —   | 2  | 0  | 0  | 0  | 0   |
| 1967–68    | Boston Bruins         | NHL          | 71  | 24  | 25  | 49  | 98  | 4  | 0  | 2  | 2  | 9   |
| 1968–69    | Boston Bruins         | NHL          | 61  | 26  | 22  | 48  | 146 | 9  | 8  | 2  | 10 | 36  |
| 1969–70    | Boston Bruins         | NHL          | 50  | 18  | 23  | 41  | 118 | 14 | 5  | 4  | 9  | 72  |
| 1970–71    | Boston Bruins         | NHL          | 71  | 29  | 34  | 63  | 130 | 7  | 2  | 1  | 3  | 13  |
| 1971–72    | Boston Bruins         | NHL          | 78  | 25  | 33  | 58  | 108 | 11 | 1  | 1  | 2  | 44  |
| 1972–73    | Philadelphia Blazers  | WHA          | 8   | 3   | 3   | 6   | 69  | —  | —  | —  | —  | —   |
| 1972–73    | Boston Bruins         | NHL          | 25  | 5   | 10  | 15  | 38  | 5  | 1  | 2  | 3  | 13  |
| 1973–74    | Boston Bruins         | NHL          | 29  | 8   | 12  | 20  | 48  | —  | —  | —  | —  | —   |
| 1973–74    | Boston Braves         | AHL          | 3   | 4   | 3   | 7   | 2   | —  | —  | —  | —  | —   |
| 1974–75    | New York Rangers      | NHL          | 75  | 25  | 25  | 50  | 106 | 3  | 0  | 0  | 0  | 0   |
| 1975–76    | New York Rangers      | NHL          | 8   | 0   | 0   | 0   | 4   | —  | —  | —  | —  | —   |
|            | St. Louis Blues       | NHL          | 65  | 24  | 43  | 67  | 59  | 3  | 1  | 0  | 1  | 0   |
| 1976–77    | Kansas City Blues     | CHL          | 8   | 4   | 3   | 7   | 6   | —  | —  | —  | —  | —   |
| 1976–77    | Vancouver Canucks     | NHL          | 16  | 7   | 9   | 16  | 30  | —  | —  | —  | —  | —   |
| 1977–78    | Pittsburgh Penguins   | NHL          | 13  | 3   | 1   | 4   | 0   | —  | —  | —  | —  | —   |
| 1977–78    | Tulsa Oilers          | CHL          | 4   | 0   | 0   | 0   | 0   | —  | —  | —  | —  | —   |
| 1977–78    | Kansas City Red Wings | CHL          | 4   | 1   | 3   | 4   | 0   | —  | —  | —  | —  | —   |
| NHL totalt | NHL totalt            | NHL totalt   | 598 | 202 | 250 | 452 | 911 | 56 | 18 | 12 | 30 | 187 |

## Meriter
- Stanley Cup – 1969–70 och 1971–72
- Calder Memorial Trophy – 1967–68
- Memorial Cup – 1965
- OHA-Jr. First All-Star Team – 1966–67
- OHA-Jr. Second All-Star Team – 1965–66
- Eddie Powers Memorial Trophy – 1966–67